# Murder on the Mississippi
Murder on the Mississippi est un jeu vidéo d’aventure créé par Adam Bellin et publié par Activision en 1986 sur Apple II, Commodore 64 et Commodore 128,. Le jeu se déroule à bord d’un bateau à aubes lors d’un voyage sur le Mississippi entre Saint-Louis et La Nouvelle-Orléans. Le joueur incarne le détective Sir Charles Foxworth qui, accompagné de son assistant Regis Phelps, prend part au voyage avec huit autres passagers,. Peu après le départ, il découvre un cadavre et dispose alors de trois jours pour enquêter sur le crime et découvrir l’identité de l’assassin. Pour cela, il peut interroger les passagers et fouiller le navire à la recherche d’indice. Il doit également se méfier de l’assassin qui peut tenter de l’empêcher de poursuivre son enquête. Le joueur contrôle son personnage à l’aide du joystick et peut ainsi explorer les quatre ponts et les vingt-quatre cabines du navire,. Un système de menu, dans lesquels il navigue à l’aide du joystick, lui permet d’interroger chaque suspect au sujet de la victime, de lui-même ou des autres passagers. Les informations importantes obtenues grâce à ces témoignages peuvent être enregistrées dans un carnet, que le joueur peut consulter à tout moment,. De leurs côtés, les indices que le joueur découvre peuvent être gardés par son assistant, ou stockés dans le coffre de sa cabine.